# Abū Muhammad al-ʿAdnānī
Abu Mohammad al-Adnani, Geburtsname Taha Sobhi Falaha / طه صبحي فلاحة / Ṭāhā Ṣubḥī Fallāḥa, (arabisch أبو محمد العدناني, DMG Abū Muḥammad al-ʿAdnānī; geboren 1977 in Idlib; gestorben um den 30. August 2016) war ein ranghohes syrisches Gründungsmitglied der Terrororganisation Islamischer Staat (IS). Er galt als der Chef des IS-Geheimdienstes, Sprecher und Leiter der Propaganda und bis zu seinem Tode im August 2016 als eines der letzten überlebenden Gründungsmitglieder. Seine Tötung beanspruchten zunächst sowohl die USA als auch Russland für sich.
Kurz nach der US-Invasion 2003 ging er in den Irak und schwor dem dortigen al-Qaida-Chef Abu Musab al-Zarqawi die Treue. Zarqawi terrorisierte die US-amerikanische Besatzungsmacht und Zivilisten, vor allem Schiiten im Irak. Er wurde wie auch Abu Bakr al-Baghdadi und andere führende Terroristen im US-amerikanischen Camp Bucca im Irak inhaftiert. Zarqawi wurde 2006 von den US-Amerikanern getötet, doch seine al-Qaida im Irak wurde der Vorläufer der IS. Die Organisation schien zunächst geschlagen, zerstritt sich mit der al-Qaida-Führung, formierte sich neu und gründete im syrisch-irakischen Machtvakuum ihr „Kalifat“. Al-Adnani war es, der im Sommer 2014 in einer Audiobotschaft das „Kalifat des Islamischen Staates“ ausrief und Abu Bakr al-Baghdadi zum „Kalifen“ erklärte. Neben al-Baghdadi war er einer der wenigen IS-Vertreter, die öffentlich in den Medien auftraten. Al-Adnani veröffentlichte regelmäßig Audiobotschaften und rief IS-Anhänger weltweit zu Anschlägen auf. Er galt als Kopf eines internationalen Geflechts von verschiedenen IS-Geheimdiensteinheiten, darunter die Geheimdiensteinheit „Amni“, ein „Geheimdienst für europäische Angelegenheiten“, zuständig unter anderem für den Terror außerhalb Syriens. In diesem Kontext gilt al-Adnani auch als einer der Drahtzieher der Terroranschläge am 13. November 2015 in Paris Zwei seiner wichtigsten Helfer waren Abu Souleymane al-Faransi, ein Franzose vermutlich tunesischer oder marokkanischer Abstammung, und der Syrer Abu Ahmad. Ab 2016 ließ er Anschläge des IS durch sogenannte „Einsame Wölfe“, also Einzeltäter ohne großes Netzwerk, auf Zivilisten insbesondere in den USA und Europa, verüben. Vor dem Ramadan 2016 lancierte er einen blutigen Fastenmonat. Auf seinen Aufruf folgten weltweit zahlreiche Anschläge.
IS-Meldungen bezeichneten Adnani als „Kureishi“, als Abkömmling des Stammes der Quraisch, dem der Prophet Mohammed entstammte. Beobachter vermuteten deshalb, dass al-Adnani zum Nachfolger von al-Baghdadi aufgebaut werden sollte.
Wann al-Adnani genau gestorben ist, war zunächst unklar. Am 30. August 2016 meldete die Terrororganisation den Tod al-Adnanis über mehrere Informationskanäle gleichzeitig. Das IS-Propaganda-Sprachrohr Amaq erklärte, al-Adnani sei in der Provinz Aleppo zum „Märtyrer“ geworden, als er Militäroperationen inspiziert habe. Das Verteidigungsministerium der Vereinigten Staaten meldete, die US Air Force habe al-Adnani in der Nähe der nordsyrischen Stadt al-Bab mit einem „Präzisionsangriff“ getötet. Doch das russische Verteidigungsministerium wies die Meldung des Pentagons zurück und berichtete, dass eine russische Suchoi Su-34 IS-Stellungen nahe der kurdischen Stadt Maarat Umm Hawsh nördlich von Aleppo und westlich von al-Bab angegriffen und bis zu 40 Terrorkämpfer getötet habe. Das russische Außenministerium teilte mit: „Am 30. August 2016 hat ein russischer Su-34-Bomber im Gebiet von Maarat Umm Hawsh etwa 40 IS-Kämpfer getötet. Nach mehreren Berichten, die von diversen Geheimdienst-Kanälen verifiziert wurden, befindet sich der Kommandeur Abu Mohammed al-Adnani, bekannt als ‚offizieller Sprecher‘ der internationalen Terror-Gruppe Islamischer Staat, unter den liquidierten Terroristen“. Die russische Luftwaffe flog auf Bitte der Regierung Syriens, seit September 2015 Angriffe gegen den IS in Syrien. Der IS hatte in den Monaten zuvor rund ein Fünftel des Gebietes in Syrien und etwa die Hälfte des Gesamtgebietes aufgeben müssen.
Im November 2016 veröffentlichte die Washington Post einen Bericht, nachdem al-Adnani, um Luftangriffen zu entgehen, immer seltener elektronische Kommunikationsmittel benutzte, sich in al-Bab stets in unmittelbarer Nähe zu Zivilisten aufhielt, größere Besprechungen vermied und nur bei Nacht seinen Unterschlupf verließ. Erst als die Terrororganisation durch vorrückende Feinde am Boden immer weiter unter Druck geriet, sah er sich Ende August genötigt, persönlich mit einem Fahrzeug aufzubrechen, das kurze Zeit später von einer Hellfire-Rakete zerstört wurde. Die CIA soll al-Adnanis Reisepläne ausgespäht haben und ein mit EMARSS Aufklärungstechnik ausgerüstetes MC-12 Flugzeug soll über dem Ort des Angriffs eingesetzt gewesen sein.
Ob Adnani bei dem russischen oder dem US-Angriff getötet wurde, ist bisher nicht aufgeklärt.